# Hershel Greene
Hershel Greene è un personaggio della serie televisiva The Walking Dead, dove è interpretato da Scott Wilson.
È un anziano vedovo proprietario di una fattoria in Georgia con precedenti esperienze nel campo della veterinaria. Profondamente credente, e sorretto da una morale incrollabile, Hershel resta fieramente protettivo nei confronti dei suoi famigliari, nonostante tutto. Il personaggio viene introdotto per la prima volta quando salva la vita di Carl Grimes, il figlio di Rick Grimes, dopo che il bambino era stato ferito da un colpo di fucile sparatogli per errore da uno dei vicini di Hershel, il cacciatore Otis. Il personaggio è presente anche nell'omonima serie a fumetti dalla quale è tratto il telefilm. Sia nella serie tv che nel fumetto, Hershel è una sorta di vecchio saggio, figura paterna e centro morale del gruppo.
Nel fumetto, Hershel è un fattore che inizialmente si dimostra sospettoso e restio nell'accogliere Rick Grimes e il suo seguito di sopravvissuti, nonostante dia prova di avere buon cuore. Diventato molto religioso dopo la perdita della moglie, è di origini ebraiche.
In maniera simile nella serie televisiva, all'inizio Hershel viene mostrato come veterinario in pensione e fattore, ma ben presto prova a Rick di essere anche un abile diplomatico, spesso in grado di convincere gli altri a seguirlo per il bene comune. Tiene particolarmente alla sopravvivenza delle sue figlie, Maggie e Beth. Inizialmente disapprova la relazione sentimentale tra Maggie e Glenn ma con il passare del tempo Hershel finisce per accettare anche lui nella famiglia e benedice l'unione della coppia. A differenza del fumetto, Hershel ha un ruolo molto più significativo all'interno della serie tv, oltre ad avere una famiglia molto più ristretta (nel fumetto ha sette figli). Infine, nel telefilm non è di origini ebraiche bensì irlandesi.
Il personaggio di Hershel Greene e l'interpretazione datane sullo schermo da Scott Wilson hanno ricevuto accoglienza favorevole da parte di critica e pubblico.

## Biografia del personaggio

### Fumetto
Hershel è ritratto come un uomo di mezz'età cresciuto nella fattoria di famiglia dove ha sviluppato la passione per gli animali. Da adulto aprì in città uno studio di veterinaria insieme alla moglie, chiuso alla morte di lei. Distrutto dalla perdita ed incapace di reagire, si rifugia nella fede rafforzando le sue credenze religiose, e sceglie di seguire le orme del padre trasferendosi insieme ai suoi sette figli nella fattoria paterna. Hershel è isolato dal mondo esterno quando avviene l'apocalisse zombie, e quindi rimane relativamente al riparo e all'oscuro di quanto sta accadendo di preciso; quando il figlio Shawn viene morso da uno zombi, Hershel non ha il coraggio di ucciderlo e lo rinchiude insieme ad altri infettati nel fienile con la speranza di trovare una cura.
Quando il gruppo di sopravvissuti di Atlanta trova rifugio alla fattoria dopo che Carl è stato ferito per errore dal cacciatore Otis, Hershel li accoglie a braccia aperte. Tuttavia, diventa sempre più scostante e sospettoso nei confronti del gruppo; e la situazione precipita quando due dei suoi figli vengono uccisi da zombi usciti dal fienile. L'uomo incolpa Rick e gli altri per quanto successo. Inoltre, dopo aver scoperto che la figlia maggiore Maggie, ha una relazione sessuale con Glenn, ed aver ricevuto un rifiuto a lasciare la fattoria da parte del gruppo, egli punta un fucile alla testa di Rick e li costringe ad andarsene (anche se poi si lascia sopraffare dal rimorso).
Mentre la fattoria diventa giorno dopo giorno sempre meno sicura, Hershel e famiglia decidono di raggiungere il gruppo dei sopravvissuti di Atlanta in una prigione abbandonata dove nel frattempo avevano trovato rifugio gli altri.
Hershel chiede scusa al gruppo per averli cacciati, e si fa gradualmente accettare nel gruppo. Infine, accetta la relazione tra Maggie e Glenn. La sua esperienza nel campo medico si rivela di fondamentale importanza per il resto del gruppo. Due delle figlie più piccole di Hershel vengono uccise da un carcerato psicopatico. A maggior ragione, egli ora vive soltanto per proteggere i restanti membri della sua famiglia ancora in vita. Dopo aver sposato Maggie e Glenn, sicuro che il ragazzo proteggerà per sempre sua figlia, focalizza la sua attenzione sul figlio più giovane, Billy. Combatte con coraggio contro l'armata del Governatore di Woodbury, ma Billy resta ucciso nella guerra. Negli ultimi momenti, si rifiuta di fuggire con Rick e gli altri per restare al capezzale del figlio morto, e così facendo attira l'attenzione del Governatore. Le sue ultime parole tra le lacrime sono: «Dio santo, uccidimi ti prego!», prima di essere giustiziato dal Governatore che gli spara un colpo in testa.

### Serie televisiva
Hershel debutta nel corso della seconda stagione della serie, e viene introdotto come anziano vedovo proprietario di una fattoria in Georgia, figlio di un padre alcolizzato e violento, che lo costrinse a fuggire di casa all'età di quindici anni. Durante gli anni passati lontano da casa, studiò e divenne un veterinario. Alla morte del padre, sposa una donna di nome Josephine, e si ristabilisce nella fattoria paterna. Nel corso dei primi anni di matrimonio, diventa un alcolizzato; tuttavia, riesce ad uscirne grazie alla nascita della primogenita Maggie. Successivamente Josephine muore, e Hershel si risposa con un'altra donna di nome Annette (madre di un figlio di nome Shawn nato da un precedente matrimonio) con la quale ha una figlia che viene chiamata Beth. Qualche tempo dopo l'inizio dell'apocalisse zombi, perde Annette e Shawn a causa dei morti viventi. Insieme al resto del suo gruppo resta relativamente all'oscuro della reale situazione nel mondo grazie alla zona isolata dove sorge la sua proprietà, ed è fermamente convinto che esista una cura a questa epidemia. Come risultato delle sue errate credenze, Hershel tiene rinchiusi nel fienile della fattoria un gruppo di zombi, in gran parte famigliari e amici, con la speranza di farli tornare "normali".

#### Seconda stagione
Nella puntata Sangue del mio sangue, dopo che Otis ha accidentalmente sparato a Carl, Hershel cerca di curare il bambino come meglio può con quanto a disposizione, ma per poter eseguire un intervento chirurgico necessita di ulteriori medicinali, quindi Shane e Otis si offrono di andare in cerca dell'equipaggiamento medico necessario. In Sopravvivere, Shane torna da solo alla fattoria con l'occorrente, in quanto Otis è morto nella spedizione; e Hershel riesce a salvare la vita di Carl. Nell'episodio La rosa Cherokee, Hershel aiuta ad organizzare la ricerca della figlia scomparsa di Carol, Sophia. Quando gli altri sopravvissuti giungono alla fattoria e Carl è in via di guarigione, Hershel chiede al gruppo di Rick di lasciare appena possibile la sua proprietà in quanto preoccupato dell'influenza negativa del violento Shane sugli altri. Giunge ad un accordo con Rick permettendo al gruppo di restare, ma alla condizione di rimanere alla larga dal fienile. In Ritrovamenti, Hershel nota con fastidio il rapporto sempre più confidenziale tra Maggie e l'asiatico Glenn, e diventa intollerante nei confronti del gruppo dei sopravvissuti. In Segreti, Dale si confronta con Hershel circa gli zombi nel fienile, ma Hershel difende la sua scelta in quanto ritiene queste creature delle "persone malate". In Muore la speranza, anche Rick parla con Hershel della faccenda, ma Hershel spazientito chiede a Rick e al suo gruppo di andarsene dalla fattoria entro una settimana. Rick decide di persuaderlo in ogni modo, a tal punto da arrivare ad aiutarlo a recuperare due vaganti nel bosco per rinchiuderli nel fienile. Al loro ritorno tutto il gruppo accorre e Shane, stanco della situazione, colpisce uno dei due zombi con diversi colpi di pistola, mostrando ad Hershel che si regge ancora in piedi, e che non siano in realtà delle persone malate. Subito dopo apre le porte del fienile per sterminare i vaganti al suo interno, aiutato dal resto del gruppo, inclusi la moglie, il figliastro di Hershel e, tra lo stupore generale, la piccola Sophia, ormai trasformata.
Nell'episodio Nebraska, Hershel cade in profonda depressione, sparisce e si ridà alle sue vecchie abitudini con l'alcol. Disilluso dalla sua speranza in una cura per gli zombi, viene convinto da Rick a tornare alla fattoria e a farsi forza per proteggere le persone a lui care ancora in vita. Rick e Glenn lo trovano in un bar, ma quando due sconosciuti giungono sul posto, ne nasce un violento confronto dove Rick è costretto ad ucciderli entrambi. In Grilletto facile, altri membri del gruppo dei due uccisi, arrivano sul posto in cerca dei compagni, e ha luogo una sparatoria. Uno di loro, il giovane Randall viene abbandonato dagli altri quando, caduto da un tetto, resta immobilizzato a causa di una ferita ad una gamba, ma Rick, Glenn, e Hershel lo portano alla fattoria prima che gli zombi, nel frattempo arrivati sul posto attirati dal rumore degli spari, possano divorarlo. In La sentenza, Hershel dona a Glenn un orologio appartenuto al padre come simbolo della sua approvazione all'unione con Maggie. Nella puntata Il giustiziere, Hershel acconsente finalmente a far restare il gruppo alla fattoria in maniera permanente. In La linea del fuoco, quando un'orda di zombi invade la proprietà, Hershel cerca in tutti i modi di difenderla, ma senza speranza. Alla fine, è costretto a fuggire insieme a Rick e Carl, senza sapere se le sue figlie si sono salvate o meno. Sull'autostrada, incontrano gli altri sopravvissuti della fattoria, e l'uomo nota l'assenza di Jimmy, Patricia, Shane ed Andrea. Jimmy e Patricia sono stati divorati dagli zombi, mentre Shane è stato ucciso da Rick (e ancora da Carl una volta risvegliatosi zombi) prima dell'attacco dei non morti ed infine Andrea è rimasta separata dal gruppo durante l'attacco e non se ne conosce la sorte. Mentre gli altri hanno seri dubbi sulle capacità di Rick come leader alla luce di quanto successo, Hershel confida fermamente in Rick, ed ha piena fiducia in lui.

#### Terza stagione
Nella prima puntata della terza serie, Casa dolce casa, approssimativamente otto mesi dopo gli ultimi avvenimenti, Hershel continua ad essere un membro attivo del gruppo che si sposta da luogo a luogo in cerca di un rifugio stabile. Inoltre si è fatto crescere la barba. Alla fine di tanto peregrinare, il gruppo trova una prigione abbandonata. Mentre è impegnato insieme agli altri a ripulire la prigione dagli zombi, viene morso ad un polpaccio e Rick è costretto ad amputargli la gamba dal ginocchio in giù seduta stante per salvargli la vita. Nell'episodio Il risveglio, Rick e gli altri portano Hershel in una delle celle in condizioni critiche. Nonostante tutto mostra incoraggianti segni di ripresa dopo che Carol ha fermato l'emorragia, ma poi perde i sensi. Nell'episodio Dentro e fuori, Hershel si riprende, ed è in grado di alzarsi dal letto grazie a delle stampelle trovate per lui da Lori e Carol da qualche parte nella prigione. La prigione viene attaccata da un gruppo di zombi che uccidono T-Dog. Lori muore durante un parto d'emergenza dando alla luce la piccola Judith. Nella puntata Basta una parola, Hershel parla con Glenn mentre il ragazzo scava delle fosse per Lori e T-Dog. In La preda, Hershel si prende cura di Judith e Carl mentre Rick si assenta di frequente dal gruppo essendo psicologicamente distrutto dalla morte della moglie. Nell'episodio Infiltrati, Hershel cura Michonne ferita da un colpo d'arma da fuoco. In Fatti per soffrire, Hershel affianca Carl durante l'arrivo alla prigione del gruppo di Tyreese e Sasha.
In Fratello, Hershel discute con Rick se lasciare o meno che Tyreese e il suo seguito si uniscano a loro, ma Rick rifiuta. Nell'episodio Bentornato a casa, Hershel suggerisce a Glenn che il gruppo lasci la prigione a causa delle minacce del Governatore. Nella puntata Giuda, Hershel diventa sempre più frustrato nei confronti dell'atteggiamento assente di Rick, ciononostante continua ad aiutarlo nella gestione del gruppo. In Apri gli occhi, Hershel e Daryl scortano Rick ad un meeting con il Governatore per giunge ad un accordo di pace; Hershel passa del tempo a parlare familiarizzando con Milton Mamet, braccio destro del Governatore, mentre Daryl parla con Martinez, altro scagnozzo. Nell'episodio L'inganno, Rick confida a Hershel che il Governatore acconsente a lasciare che vivano alla prigione in cambio della consegna di Michonne, ma Hershel rifiuta di prendere parte ad un piano del genere. Glenn chiede a Hershel il permesso di sposare Maggie, e lui concede la sua benedizione. Nella puntata finale Nelle tombe, Hershel è insieme a Carl quando il ragazzo uccide a sangue freddo un giovane "soldato" del Governatore. Hershel, disgustato dall'accaduto, racconta tutto al padre Rick.

#### Quarta stagione
Circa sei mesi dopo la conclusione della precedente stagione, Hershel, che ha sostituito le stampelle con una più pratica protesi artificiale, compare nella prima puntata Calma apparente nelle vesti di membro del "Consiglio della prigione", insieme a Glenn, Carol, Daryl e Sasha. Dopo i passati dissapori con Rick, Hershel sembra ora essere maggiormente vicino a lui in quanto i due hanno stretto un forte legame d'amicizia. Il suo stile di vita ha drasticamente influenzato quello di Rick, e Rick ha riconquistato la leadership del gruppo. Hershel spiega a Rick come coltivare frutta e ortaggi alla prigione. In Infetto, una mortale epidemia si diffonde nella prigione e Hershel è tra i membri del Consiglio che studiano come risolvere la situazione. Lui e gli altri decidono di mettere Karen in isolamento. Nell'episodio Isolamento, Hershel medica la mano di Rick dopo il suo scontro con Tyreese. Poi si reca nel bosco insieme a Carl per raccogliere delle erbe medicinali con le quali preparare delle bevande per gli ammalati. Al ritorno, Maggie tenta di convincere Hershel a non recarsi nel blocco A dove sono internati gli ammalati per paura che possa essere vittima del contagio, ma l'uomo persiste nel suo intento e si reca ad assistere gli infermi (tra i quali ci sono ora anche Glenn e Sasha).
L'episodio L'inferno è focalizzato principalmente su Hershel mentre assiste gli ammalati nel blocco A. Hershel, Glenn, e Sasha si prendono cura di svariate persone infette fino a quando la situazione degenera dando luogo a ulteriori problemi. Hershel cerca di convincere il Dr. Caleb Subramanian, anch'esso malato, che tutto finirà per il meglio, ma poi realizza egli stesso che sussistono poche speranze. Più tardi, Hershel rianima Sasha, che stava per morire soffocata dal suo stesso sangue. Uscito dalla cella di Sasha, Hershel viene attaccato da due pazienti morti trasformatisi in zombi. Un uomo e una donna lo aiutano, tuttavia, il figlio adolescente dell'uomo si trasforma in zombi e morde il padre, che spara ed uccide per sbaglio la donna. Hershel cerca di mettere in salvo la piccola Lizzie assalita da uno zombie, scaraventando il non morto giù da un parapetto. Trovato un fucile a canne mozze, Hershel riesce ad uccidere gli zombi rimasti e a salvare la vita di Glenn. Quella sera, solo nella cella del dottor Caleb, ormai morto, Hershel tenta di leggere qualche passo della bibbia che si porta sempre in tasca, ma non riesce a trovarvi conforto e scoppia in lacrime per gli avvenimenti accaduti poco prima. Il giorno successivo, Hershel viene interrogato da Daryl circa le sorti di Carol. Hershel lo rassicura che la donna sta bene, ma gli dice di rivolgersi a Rick per saperne di più. Carol, è stata allontanata dal gruppo per aver ucciso di sua iniziativa Karen, e un altro sopravvissuto infettato. In seguito Hershel si reca insieme a Michonne fuori dalla prigione per bruciare i corpi degli zombi uccisi il giorno precedente.
In Peso morto, Hershel e Michonne vengono catturati dal Governatore. In Indietro non si torna, mentre li tiene in ostaggio il Governatore spiega ai due che non ha intenzione di ucciderli ma di usarli come merce di scambio per conquistare la prigione. Hershel tenta, senza successo, di persuadere il Governatore che tutti possono vivere insieme in pace alla prigione.
Arrivato nei pressi del carcere, il Governatore e i suoi uomini chiedono di parlare con Rick, tenendo in ostaggio Hershel e Michonne. Rick si reca a parlare con il Governatore, chiedendogli di liberare gli ostaggi. In cambio egli acconsente a far entrare il Governatore e i suoi uomini nella prigione in modo che possano vivere tutti lì al sicuro, ma si rifiuta categoricamente di abbandonare la struttura. Irritatosi, il Governatore impugna la katana di Michonne e ferisce alla gola Hershel per poi decapitarlo. L'azione porta ad un conflitto a fuoco tra i due gruppi. Nell'episodio Smarriti, Michonne trova la testa di Hershel, nel frattempo risvegliatosi zombie, e la trafigge con la sua spada. Poi chiude per sempre gli occhi dell'uomo in maniera compassionevole.

## Casting

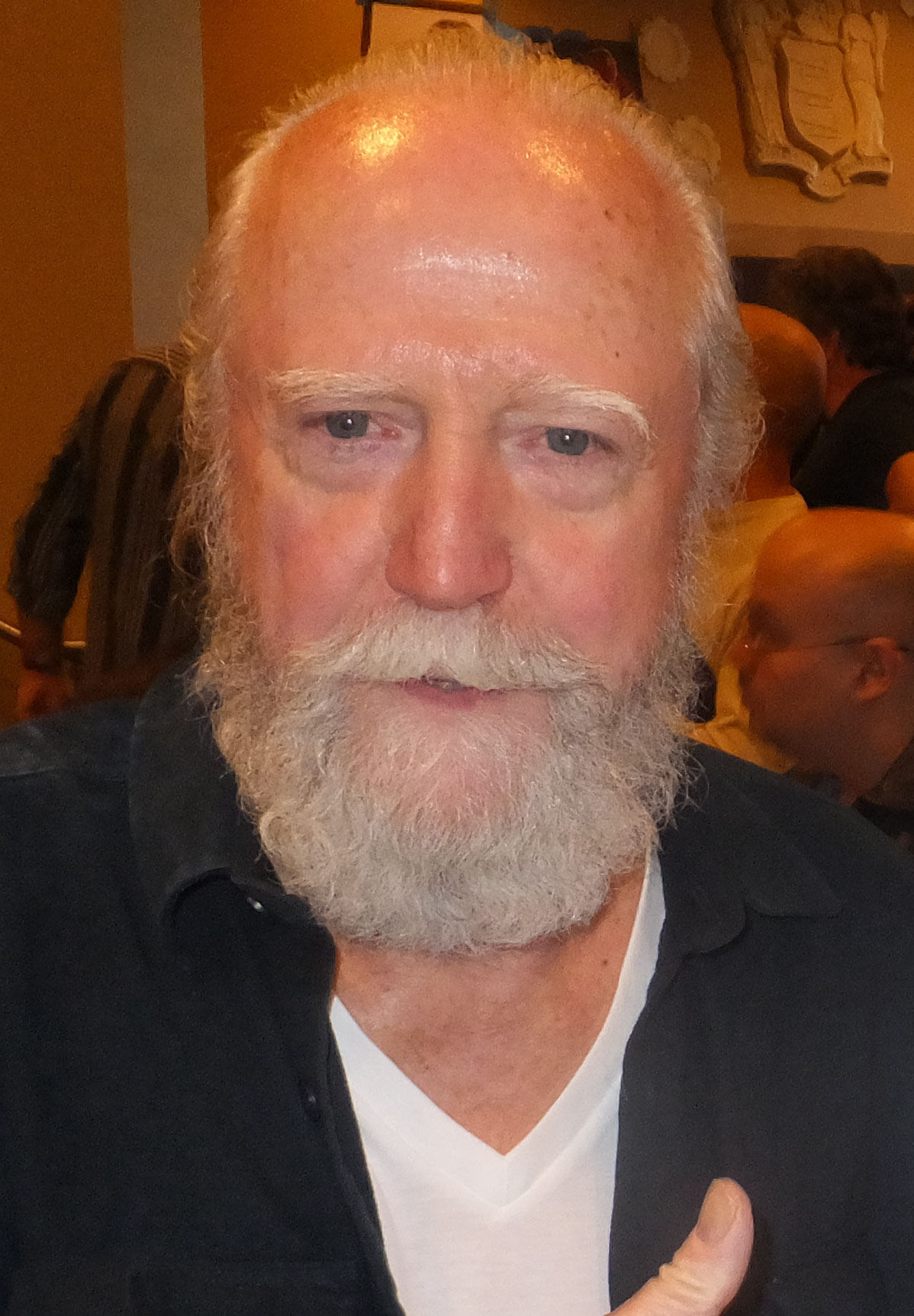
Scott Wilson nel 2013.

Scott Wilson venne annunciato ufficialmente come nuovo membro del cast del programma il 25 luglio 2011.
Quando Robert Kirkman decise di far morire il personaggio di Hershel nella serie televisiva, dichiarò:
«È la guida morale del gruppo, ed è sempre buona cosa perdere la morale comune. Tutto diventerà chiaro quando finalmente mostreremo la seconda parte della quarta stagione. Non era sufficiente per questi personaggi perdere la prigione. Avevano anche bisogno di provare una perdita forte che li smarrisse, e Hershel significava qualcosa di importante per ogni personaggio del gruppo. Così ha più senso farlo uscire di scena per vedere come si comporteranno adesso gli altri personaggi, vedremo cosa succederà. Succederanno molte cose interessanti a causa di questo avvenimento».

## Abilità
Nonostante di professione sia un veterinario, Hershel si rivela anche un capace chirurgo, salvando la vita a Carl Grimes nonostante i pochi mezzi a disposizione.
È la guida spirituale del gruppo, sempre pronto a mitigare, consigliare e consolare gli altri.

## Curiosità
- Nel corso del programma The Walking dead, è stato rivelato che il personaggio di Hershel inizialmente avrebbe dovuto essere ucciso da Randall nell'episodio Il giustiziere durante la fuga di quest'ultimo. Tuttavia, la produzione decise di mantenere il personaggio per esplorarne il potenziale drammatico negli eventi che porteranno alla perdita della sua fattoria in La linea del fuoco e per svilupparne ulteriormente la psicologia nel corso della terza stagione.